# Телеприсутствие
Телеприсутствие — набор технологий, позволяющий пользователю, например с помощью  специальных устройств (телеуправляемых роботов), получить впечатление того, что он находится и/или воздействует на место, отличное от его физического местоположения.
Для обеспечения полного телеприсутствия необходимо, чтобы пользователь получал те же ощущения, как если бы находился в другом месте. Также пользователь может иметь возможность воздействовать на удаленное место. В этом случае перемещения, действия, голос и т. д. пользователя должны быть считаны, переданы и воспроизведены в удаленной локации.

## Другие определения
Телеприсутствие (англ. TelePresence) — технология проведения сеансов видеоконференцсвязи, обеспечивающая максимально возможный эффект присутствия собеседников в одной комнате (кабинете или зале).

## Телеприсутствие и виртуальная реальность
Суть телеприсутствия во взаимодействии с другим, реальным местом, в отличие от виртуальной реальности, где пользователь ощущает себя в виртуальном пространстве. Системы телеприсутствия и виртуальной реальности используют схожее оборудование для взаимодействия с пользователем. При использовании обоих технологий ощущения, передаваемые пользователю, кодируются в некоторой абстрактной (как правило, цифровой) форме. Основное же различие в том, что в случае телеприсутствия идёт взаимодействие с реальным миром, а в случае виртуальной реальности — с компьютером.

## Реализация
Для того, чтобы обеспечить пользователю убедительный эффект присутствия, необходим ряд технологий:

### Видео
Простейшая система включает в себя видеопоток. В идеальном же случае все поле зрения пользователя должно быть заполнено изображением удалённого места. И кроме того, точка обзора должна соответствующим образом реагировать на перемещение и повороты головы пользователя (в отличие от кино или телевидения, где зритель не может управлять точкой обзора).
Для достижения подобного эффекта могут использоваться очень большие (в том числе сферические) экраны, или же миниатюрные дисплеи, закреплённые перед глазами. В этом случае можно добиться особо убедительного чувства объёма. Движения головы должны отслеживаться, а камера на удалённой площадке должна воспроизводить их точно и в реальном времени.

### Звук
Обеспечить чувство слуха, как правило, проще, соответствующие технологии доступны уже достаточно долго. Лучший эффект присутствия даёт стереозвук с отслеживанием движений головы пользователя.

### Манипулирование
Возможность манипулировать объектами в удалённой среде — важнейший аспект настоящей системы телеприсутствия, и она может быть реализована по-разному в зависимости от потребностей пользователей. Обычно движения рук и пальцев пользователя считываются перчатками или иными системами отслеживания положения, а робот (устройство телеприсутствия), находящийся в удалённом месте, копирует их настолько точно, насколько возможно.
Чем точнее устройство телеприсутствия воспроизводит движения человека, тем больше эффект погружения.
Для удаленного управления компьютерами в режиме реального времени существуют программы удаленного администрирования.

## Телеприсутствие как расширение возможностейвидеоконференций
На сегодня[когда?] телеприсутствие является технологией наиболее полноценно (в отличие от традиционной видеоконференцсвязи) заменяющей живое общение, что позволяет её использовать в ситуациях, ранее всегда требовавших личного присутствия собеседников. Особенно это касается встреч на высоком уровне, таких как заседания советов директоров, проведение переговоров с руководителями иностранных компаний и т. п.

## Видеоконференции
Эффект присутствия в видеоконференциях достигается за счёт следующих составляющих:
- унификация окружающей обстановки. Во время проведения сеансов все участники видеоконференции находятся в идентично оформленных комнатах за столами одинакового цвета, текстуры и формы. Благодаря такой унификации возникает эффект, что собеседники находятся с вами в одном помещении за одним общим столом. Полная унификация оформления помещений является одной из главных причин высокой стоимости и сложности инсталляции подобных решений.
- все удалённые собеседники отображаются в натуральную величину, общение ведётся «глаза в глаза».

Для того, чтобы обеспечить общение «глаза в глаза», видеокамеры часто встраиваются прямо в средства отображения информации.
- передача видео и звука в качестве «High Definition» является неотъемлемой частью технологии телеприсутствия при создании эффекта присутствия.[источник не указан 5024 дня] Необходимость этого обусловлена задачей передавать все мельчайшие нюансы мимики, жестов и голоса всех участников обсуждения.

### Дополнительные возможности
Как и классические системы видеоконференцсвязи, решения для телеприсутствия обеспечивают:
- проведение многосторонних видеоконференций (с различным качеством видео и звука);
- передачу и отображение различного контента (слайды презентаций, электронные таблицы, изображения с документ-камеры и т. п.)

### Достоинства технологии
Телеприсутствие обеспечивает дистанционное проведение переговоров (совещаний и других мероприятий, требующих нахождения всех участников в одном месте) с качеством изображения и звука на уровне, практически полностью заменяющем живое общение.

### Ограничения технологии
- Высокая цена решений телеприсутствия обусловлена высокой стоимостью оборудования (кодеки, специальные дисплеи и т. п.) и необходимостью унификации помещений для проведения сеансов видеоконференцсвязи.
- Необходимость иметь высокоскоростные каналы передачи данных (от одного до несколько десятков Мбит/с), способные обеспечить многоканальную передачу видео в HD качестве.

Однако в настоящее время программные решения, например Skype, способны обеспечить качество, сравнимое с решениями начального уровня, и при этом бесплатно.

### Модификации
В настоящее время[когда?] появился сравнительно дешёвый класс персональных систем видеоконференцсвязи с поддержкой HD, также называемых производителями «системы телеприсутствия», но в полной мере такими не являющимися.

### Внедрение систем телеприсутствия
Итальянская компания Aethra ещё в 1991 году пыталась внедрить свой «круглый стол» для видеоконференций — прообраз современных систем «телеприсутствия», однако продукт остался не востребованным на рынке.
Сегодня[когда?] внедрение телеприсутствия в мировом масштабе также не приобрело массовый характер. Так, немногим более ста компаний в мире пользуются решением от Cisco Systems, при этом крупнейшим потребителем решений Cisco TelePresence является сама Cisco.
Другие крупные производители систем телеприсутствия — Cisco Systems, Tandberg, Polycom и LifeSize — реализовали свои полнофункциональные комплексы видеоконференцсвязи.